# Villacadima
Villacadima es una localidad española del municipio de Cantalojas, perteneciente a la provincia de Guadalajara, en la comunidad autónoma de Castilla-La Mancha.

## Geografía
Se encuentra a 98 km de Guadalajara, se accede al pueblo a través de la A2, dirección a Zaragoza, por la salida 104, cogiendo la CM-1101 dirección Sigüenza, después se ha de tomar la CM-101 y se vuelve a tomar posteriormente la CM-110, pasando las pedanías de Atienza y Somolinos. Se encuentra en un vértice de la provincia de Guadalajara, a pocos kilómetros de las de Segovia y Soria.
Los establecimientos de comercio y hostelería más cercanos se encuentran en Galve de Sorbe, Cantalojas y Grado del Pico.

## Historia
A mediados del siglo XIX, el lugar, por entonces con ayuntamiento propio, tenía contabilizada una población de 162 habitantes. Aparece descrito en el decimosexto volumen del Diccionario geográfico-estadístico-histórico de España y sus posesiones de Ultramar de Pascual Madoz de la siguiente manera:

VILLACADIMA: l. con ayunt. en la prov. de Guadalajara (14 leg.), part. jud. de Atienza(3), aud.terr. de Madrid (24), c. g. de Castilla la Nueva, dióc. de Sigüenza (9): sit. al pie de un cerro con esposicion al S.; tiene 40 casas; la consistorial con habitacion para cárcel; escuela de instruccion primaria, frecuentada por 20 alumnos; una igl. parr. (San Pedro Apóstol) servida por un cura y un sacristan: confina el térm. con los de Cantalojas, Grado y Campisabalos; dentro de él se encuentran una fuente y las ermitas de Nuestra Sra. del Campo y San Roque: el terreno es calizo y de mediana calidad; tiene buenos montes pinares: caminos, los locales y el que desde Ymon conduce á Valladolid: correo, se recibe y despacha en Atienza. prod.: cereales, algunas legumbres, madera y pastos, con los que se mantiene ganado lanar y vacuno; hay caza de perdices, conejos y liebres. pobl.: 32 vec., 162 alm. cap. prod.: 786,667 rs. imp.: 47,200 contr. 3,502.
(Madoz, 1850, pp. 99-100)

El municipio de Villacadima desapareció en 1980, al ser incorporado al de Cantalojas. La localidad se encuentra deshabitada desde 2003.
La mayoría de las viviendas se encuentran en ruinas, aunque en los últimos años se han reconstruido varias de ellas, generalmente de segunda ocupación, se ha procedido a la instalación de servicios públicos como el alumbrado de las calles, la torre de la iglesia, asfaltado de los accesos y de las principales calles del pueblo. Recientemente se ha remodelado la fuente del pueblo y se ha instalado fibra óptica, lo que hace que el pueblo haya aumentado el número de personas que pasen más tiempo allí.

## Demografía
| Gráfica de evolución demográfica de Villacadima entre 1842 y 1970 |
| |
| Población de derecho según los censos de población del INE Población de hecho según los censos de población del INEEntre el censo de 1981 y el anterior, este municipio desaparece porque se integra en el municipio Campisábalos |

## Patrimonio
En la localidad se encuentra la iglesia de San Pedro Apóstol, edificio inicialmente de estilo románico, del siglo XII, reformado durante el Renacimiento, uno de los principales ejemplos arquitectónicos del románico rural de la sierra de Pela.